# 히아신스난초아족
히아신스난초아족(hyacinth蘭草亞族, 학명: Coeliopsidinae 코일리옵시디나이[*])은 보춘화족의 아족이다.

## 하위 분류
- 히아신스난초속(Coeliopsis Rchb.f.)
- Lycomormium Rchb.f.
- Peristeria Hook.